# 阿利亚纳
阿利亚纳（義大利語：Agliana），是意大利皮斯托亚省的一个市镇。总面积11.64平方公里，人口16814人，人口密度1444.5人/平方公里（2009年）。ISTAT代码为047002。